# Парламентарни избори у Аустрији 1959.
Парламентарни избори у Аустрији 1959. су одржани 10. маја 1959. и били су девети у историји Аустрије. Најјача странка по гласовима је постала Социјалдемократска партија (SPÖ) коју је предводио Бруно Питерман. На другом месту по броју гласова и првом по броју мандата је била Аустријска народна странка (ÖVP) чији је председник био актеулни канцелар Јулијус Раб. Треће место и задња странка која је обезбедила довољно гласова да уђе у парламент Аустрије је била Слободарска партија (FPÖ) чији је председник био бивши СС-овац Фридрих Петер. Највећи пораз на овим изборима су доживели Комунистичка партија и социјалисти левице (KuL) који су по први пут изгубили сва посланичка места.

## Изборни резултати
Резултати парламентарних избора у Аустрији 1959.
| Политичка партија                                                       | гласова   | гласова | %    | %    | број посланика | број посланика |
| Политичка партија                                                       | 1959      | ±       | 1959 | ±    | 1959           | ±              |
| ----------------------------------------------------------------------- | --------- | ------- | ---- | ---- | -------------- | -------------- |
| Социјалдемократска партија Аустрије ()                                  | 1.953.935 | +80.640 | 44,8 | +1,8 | 78             | +4             |
| Аустријска народна странка ()                                           | 1.928.043 | -71.943 | 44,2 | -1,8 | 79             | -3             |
| Слободарска партија Аустрије ()                                         | 336.110   | +52.361 | 7,66 | +1,2 | 8              | +2             |
| Комунистичка партија и социјална левица ()                              | 142.578   | -49.860 | 3,26 | -1,1 | 0              | -3             |
| Лига демократских социјалиста ()                                        | 2.190     | -       | 0,08 | -    | 0              | -              |
| Укупно                                                                  | 4.362.856 |         | 100  |      | 165            |                |
| Извори: Резултати парламентарних избора у Аустрији 1945-2002, Аустрија, |           |         |      |      |                |                |

- Од 4.696.603 регистрованих гласача на изборе је изашло 94,21%

## Последице избора
Велика коалиција између SPÖ-а и ÖVP-а је наставњена. Јулијус Раб је остао канцелар, а Бруно Питерман вицеканцелар Аустрије. SPÖ је уз то добио и позицију министра споњних послова.